# Abrostola ussuriensis
Abrostola ussuriensis là một loài bướm đêm thuộc họ Noctuidae. Nó được tìm thấy ở Đông Á, bao gồm Nga, Hàn Quốc, Nhật Bản và recently also Trung Quốc.
Sải cánh dài 33–35 mm.